# Seznam chráněných území v okrese Chomutov
Seznam chráněných území v okrese Chomutov uvádí maloplošná a velkoplošná zvláště chráněná území a přírodní parky v okrese Chomutov.
| Kód  | Obrázek                              | Typ | Název                                 | Rozloha (ha) | Galerie Commons                                                       | Popis území | Souřadnice                       |
| ---- | ------------------------------------ | --- | ------------------------------------- | ------------ | --------------------------------------------------------------------- | --- | -------------------------------- |
| 5918 | Bezručovo údolí                      | PP  | Bezručovo údolí                       | 953,98       | Kategorie „Bezručovo údolí (natural monument)“ na Wikimedia Commons   | Biotopy EVL Bezručovo údolí, populace a stanoviště modráska bahenního a modráska očkovaného | 50°30′32″ s. š., 13°19′9″ v. d.  |
| 2258 | PR Běšický chochol                   | PR  | Běšický chochol                       | 30,66        | Kategorie „Běšický chochol“ na Wikimedia Commons                      | Stanoviště xerotermních stepních trávníků, lesostepních extenzivních pastvin a světlých doubrav, halofytní společenstva s chráněnými druhy fauny a flóry | 50°22′ s. š., 13°21′9″ v. d.     |
| 2103 | PR Buky a javory v Gabrielce         | PR  | Buky a javory v Gabrielce             | 64,62        | Kategorie „Buky a javory v Gabrielce“ na Wikimedia Commons            | Ochrana starých, dobře zmlazujících bukových porostů náhorní plošiny východního Krušnohoří s významnou příměsí mimořádně kvalitní populace javoru klenu | 50°36′ s. š., 13°21′10″ v. d.    |
| 1682 | Oplocená část rezervace na dně údolí | PR  | Buky nad Kameničkou                   | 38,88        | Kategorie „Buky nad Kameničkou“ na Wikimedia Commons                  | Ochrana přirozeného 200 let starého porostu buko-klenového lesa s významnými druhy bylinného patra. Území je hodnotné z hlediska zachování genofondu původních lesních dřevin v oblasti Krušných hor                                                                                 | 50°31′34″ s. š., 13°18′26″ v. d. |
| 811  | NPP Ciboušov                         | NPP | Ciboušov                              | 4,96         | Kategorie „Ciboušov (national natural monument)“ na Wikimedia Commons | Naleziště drahokamových odrůd křemene (Svatováclavská kaple na Pražském hradě) | 50°24′32″ s. š., 13°11′56″ v. d. |
| 5919 | PP Černovice                         | PP  | Černovice                             | 13           | Kategorie „Černovice (natural monument)“ na Wikimedia Commons         | Ochrana roháče obecného a jeho biotopu | 50°26′54″ s. š., 13°22′17″ v. d. |
| 6177 | PP Červený Hrádek                    | PP  | Červený Hrádek                        | 69,0938      | Kategorie „Červený Hrádek (natural monument)“ na Wikimedia Commons    | Rozvolněné lesní porosty s dominancí historické krajinářské úpravy severně od zámku Červený hrádek s významnými doupnými dřevinami a polo solitérními stromy, které slouží jako biotop pro vzácné druhy saproxylických brouků a jsou biotopem vzácných a ohrožených druhů obratlovců | 50°30′53″ s. š., 13°26′31″ v. d. |
| 812  | NPP Doupňák                          | NPP | Doupňák                               | 12,80        | Kategorie „Doupňák (national natural monument)“ na Wikimedia Commons  | Naleziště drahokamových odrůd křemene | 50°24′36″ s. š., 13°10′53″ v. d. |
|      |                                      | PřP | Doupovská pahorkatina                 | 4 770        | Kategorie „Nature park Doupovská pahorkatina“ na Wikimedia Commons    | Okrajová východní část Doupovských hor s rozsáhlými plochami travnatých porostů stepního a lesostepního charakteru a lesy převážně původní druhové skladby. | 50°16′22″ s. š., 13°15′49″ v. d. |
| 6256 |                                      | PP  | Hovězí skály                          | 136,89       | Název kategorie na Wikimedia Commons nebyl zadán                      | Lesní společenstva na jižních svazích Jedlové hory | 50°32′27″ s. š., 13°27′42″ v. d. |
| 6179 | PP Drmaly                            | PP  | Drmaly                                | 137,7713     | Kategorie „Drmaly (natural monument)“ na Wikimedia Commons            | Lesní společenstva se vzácnými druhy hub a živočichů v údolí toku Lužce a na přilehlých svazích Krušných hor nad sídlem Drmaly | 50°31′37″ s. š., 13°26′32″ v. d. |
| 1681 | PR Horská louka u Háje               | PR  | Horská louka u Háje                   | 18,60        | Kategorie „Horská louka u Háje“ na Wikimedia Commons                  | Ochrana rašelinné horské louky s výskytem vzácných a ohrožených druhů rostlin | 50°24′21″ s. š., 13°0′29″ v. d.  |
| 1004 | Hradiště u Černovic                  | PP  | Hradiště u Černovic                   | 4,77         | Kategorie „Hradiště u Černovic“ na Wikimedia Commons                  | Paleontologická a geologická lokalita s otisky rostlinných zbytků v třetihorních křemencích | 50°27′23″ s. š., 13°20′34″ v. d. |
| 144  | NPR Jezerka                          | NPR | Jezerka                               | 141,94       | Kategorie „Jezerka (national nature reserve)“ na Wikimedia Commons    | Ochrana celé geobiocenózy | 50°32′48″ s. š., 13°28′59″ v. d. |
| 1508 | PP Kokrháč                           | PP  | Kokrháč                               | 9,29         | Kategorie „Kokrháč“ na Wikimedia Commons                              | Ukázka selektivního větrání ortorul s reliktním borem a výskytem medvědice lékařské | 50°26′33″ s. š., 13°14′49″ v. d. |
| 1540 | Lorberova loučka v PP Krásná Lípa    | PP  | Krásná Lípa                           | 1,22         | Kategorie „Krásná Lípa (natural monument)“ na Wikimedia Commons       | Ochrana populace kriticky ohroženého druhu Pulsatilla patens (koniklece otevřeného), jediné lokality na úpatí Krušných hor | 50°29′3″ s. š., 13°22′ v. d.     |
| 1003 | Břízy v severní části lokality       | PP  | Lokalita břízy ojcovské u Volyně      | 1,49         | Kategorie „Lokalita břízy ojcovské u Volyně“ na Wikimedia Commons     | Dvě samostatné skupiny ojcovské břízy | 50°26′32″ s. š., 13°13′6″ v. d.  |
| 1506 | Severní část louky                   | PP  | Louka vstavačů u Černýše              | 1,10         | Kategorie „Louka vstavačů u Černýše“ na Wikimedia Commons             | Ochrana ekosystému podmáčené louky s hojným výskytem zvlášť chráněných druhů rostlin | 50°22′24″ s. š., 13°6′55″ v. d.  |
| 6257 | Mědník                               | PP  | Mědník                                | 7,13         | Kategorie „Mědník“ na Wikimedia Commons                               | Nelesní historickou těžbou podmíněná stanoviště acidofilních trávníků, horských luk a fragmentů acidofilních bučin na vrchu Mědník | 50°25′28″ s. š., 13°6′42″ v. d.  |
| 1507 | PP Mravenčák                         | PP  | Mravenčák                             | 1,50         | Kategorie „Mravenčák“ na Wikimedia Commons                            | Skalnatý vrcholek s kolmou stěnou s teplomilnou stepní květenou | 50°22′19″ s. š., 13°10′46″ v. d. |
| 646  | Severní část rašeliniště             | PR  | Na loučkách                           | 15,20        | Kategorie „Na Loučkách“ na Wikimedia Commons                          | Ochrana typického krušnohorského rašeliniště s význačnou květenou a s kříženci kosodřeviny | 50°28′45″ s. š., 13°13′17″ v. d. |
| 5917 | PP Na loučkách II                    | PP  | Na loučkách II                        | 684,26       | Kategorie „Na Loučkách II (natural monument)“ na Wikimedia Commons    | Ochrana biotopů, pro které byla vyhlášena EVL Na loučkách (CZ0420035) a biotopy tetřívka obecného a žluny šedé | 50°28′26″ s. š., 13°12′50″ v. d. |
| 6258 | Najštejnské bučiny                   | PP  | Najštejnské bučiny                    | 116,24       | Název kategorie na Wikimedia Commons nebyl zadán                      | Lesní společenstva nad vodní nádrží Jirkov | 50°30′53″ s. š., 13°24′11″ v. d. |
| 278  | Novodomské rašeliniště               | NPR | Novodomské rašeliniště                | 312,61       | Kategorie „Novodomské rašeliniště“ na Wikimedia Commons               | Ochrana typické geobiocenózy rašeliniště v Krušných horách s kompaktním porostem borovice blatky pralesovitého charakteru | 50°32′53″ s. š., 13°16′16″ v. d. |
| 6183 | PP Pastviště u Okounova              | PP  | Pastviště u Okounova                  | 2,86         | Kategorie „Pastviště u Okounova“ na Wikimedia Commons                 | Skalnaté návrší bývalého obecního pastviště s biotopy úzkolistých suchých trávníků bez význačného výskytu vstavačovitých | 50°21′42″ s. š., 13°6′34″ v. d.  |
| 5896 | PP Podmilesy                         | PP  | Podmilesy                             | 51,6615      | Kategorie „Podmilesy (natural monument)“ na Wikimedia Commons         | Ochrana vlhkomilných vysokobylinných lemových společenstev a smíšených jasanovo-olšových lužních lesů s populací prstnatce bezového a koniklece lučního českého | 50°25′22″ s. š., 13°11′17″ v. d. |
| 5757 | PR Prameniště Chomutovky             | PR  | Prameniště Chomutovky                 | 1 881,8113   | Kategorie „Prameniště Chomutovky“ na Wikimedia Commons                | Typická společenstva a druhy vrcholových partií Krušných hor | 50°30′15″ s. š., 13°12′38″ v. d. |
| 6260 | Pražská pole                         | PR  | Pražská pole                          | 114,36       | Kategorie „Pražská pole“ na Wikimedia Commons                         | Vodní a podmáčené biotopy po zatopených důlních propadlinách a terestrická stanoviště s výskytem evropsky významných druhů | 50°26′19″ s. š., 13°24′53″ v. d. |
| 1541 | Rašovické skály                      | NPP | Rašovické skály                       | 35,00        | Kategorie „Rašovické skály“ na Wikimedia Commons                      | Ochrana teplomilných společenstev na čedičovém podkladě | 50°21′45″ s. š., 13°12′14″ v. d. |
| 1848 |                                      | PR  | Sedlec                                | 58,91        | Kategorie „Sedlec (nature reserve)“ na Wikimedia Commons              | Ochrana původních stanovištím blízkých mokřadních společenstev s výskytem řady chráněných druhů rostlin a živočichů | 50°16′6″ s. š., 13°14′32″ v. d.  |
| 825  | Sfingy                               | PP  | Sfingy                                | 0,60         | Kategorie „Sfingy“ na Wikimedia Commons                               | Vzácný skalní útvar vzniklý ve čtvrtohorách tzv. procesem mrazového zvětrávání | 50°25′4″ s. š., 13°7′19″ v. d.   |
| 2173 | Slanisko u Škrle                     | PP  | Slanisko u Škrle                      | 3,48         | Kategorie „Slanisko u Škrle“ na Wikimedia Commons                     | Zachování význačné halofytní lokality s druhově bohatým výskytem slanobytných a xerotermních druhů | 50°25′2″ s. š., 13°30′39″ v. d.  |
| 399  | Sluňáky u Rokle                      | PP  | Sluňáky                               | 3,54         | Kategorie „Sluňáky“ na Wikimedia Commons                              | Křemencové balvany s typickým zvětralým povrchem; jeden z posledních výskytů křemenců | 50°21′4″ s. š., 13°18′17″ v. d.  |
|      |                                      | PřP | Střední Krušnohoří                    |              | Název kategorie na Wikimedia Commons nebyl zadán                      | | 50°32′7″ s. š., 13°17′43″ v. d.  |
| 420  | Střezovská rokle                     | PP  | Střezovská rokle                      | 16,80        | Kategorie „Střezovská rokle“ na Wikimedia Commons                     | Strž, vytvořená silou erozivní činností vody v píscích, jílech a tufech | 50°24′8″ s. š., 13°26′18″ v. d.  |
| 6184 | okraj chráněného území               | PP  | Svatý kopeček u Kadaně                | 2,1952       | Kategorie „Svatý kopeček u Kadaně“ na Wikimedia Commons               | Skalní výchozy a stepní porosty s biotopem úzkolistých suchých trávníků bez význačného výskytu vstavačovitých | 50°22′53″ s. š., 13°15′26″ v. d. |
| 5761 | PP Údlické doubí                     | PP  | Údlické doubí                         | 43,88        | Kategorie „Údlické doubí“ na Wikimedia Commons                        | roháč obecný a jeho biotop | 50°27′21″ s. š., 13°27′41″ v. d. |
| 606  | Úhošť                                | NPR | Úhošť                                 | 114,57       | Kategorie „Úhošť“ na Wikimedia Commons                                | Ochrana tabulovitého kopce význačné geologické stavby a přirozených lesních, lesostepních a stepních společenstev na jeho svazích | 50°21′44″ s. š., 13°15′8″ v. d.  |
| 6261 |                                      | PP  | Vápenka v Háji u Loučné pod Klínovcem | 8,37         | Název kategorie na Wikimedia Commons nebyl zadán                      | Historickou těžbou a zpracováním vápence podmíněná stanoviště v okolí bývalé vápenky | 50°25′35″ s. š., 13°1′27″ v. d.  |
| 1509 | PP Vinařský rybník                   | PP  | Vinařský rybník                       | 16,60        | Kategorie „Vinařský rybník“ na Wikimedia Commons                      | Mělký zarostlý rybník s bohatou avifaunou | 50°19′35″ s. š., 13°18′51″ v. d. |
| 1534 | PP Želinský meandr                   | PP  | Želinský meandr                       | 174,47       | Kategorie „Želinský meandr“ na Wikimedia Commons                      | Ochrana význačného geomorfologického celku údolí Ohře a biotopu státem chráněných druhů rostlin a živočichů | 50°22′26″ s. š., 13°18′16″ v. d. |

## Zrušená chráněná území
| Kód  | Obrázek                       | Typ | Název                      | Rozloha (ha) | Galerie Commons                                                         | Popis území | Souřadnice                       |
| ---- | ----------------------------- | --- | -------------------------- | ------------ | ----------------------------------------------------------------------- | --- | -------------------------------- |
|      | Přírodní park Bezručovo údolí | PřP | Bezručovo údolí            | 6 500        | Kategorie „Nature park Bezručovo údolí“ na Wikimedia Commons            | Údolí Chomutovky a jejích přítoků se zachovalými lesními porosty ve svazích, rašeliništi, rozptýlenou zelení a charakteristickou flórou a faunou s vysokým podílem zvlášť chráněných druhů. | 50°30′4″ s. š., 13°19′44″ v. d.  |
| 2258 | PR Běšický a Čachovický vrch  | PR  | Běšický a Čachovický vrch  | 24,72        | Kategorie „Běšický chochol“ na Wikimedia Commons                        | Poskytnutí ochrany původním stanovištím blízkých stepních a lesostepních a lesních společenstev                                                                                             | 50°22′2″ s. š., 13°21′7″ v. d.   |
| 2104 | PR Bučina na Kienhaidě        | PR  | Bučina na Kienhaidě        | 48,96        | Kategorie „Bučina na Kienhaidě“ na Wikimedia Commons                    | Ochrana největšího přirozeného, životaschopného, bohatě se zmlazujícího, souvislého porostu kyselých až svěžích smrkových bučin                                                             | 50°35′9″ s. š., 13°15′53″ v. d.  |
| 1620 | PP Merkur                     | PP  | Merkur                     | 3,19         | Kategorie „Merkur (natural monument)“ na Wikimedia Commons              | Významná paleontologická lokalita spodního miocénu | 50°26′8″ s. š., 13°18′15″ v. d.  |
|      | Prunéřovský potok             | PřP | Údolí prunéřovského potoka |              | Kategorie „Nature park Údolí Prunéřovského potoka“ na Wikimedia Commons | Hluboce zaříznuté údolí Prunéřovského potoka a jeho přítoků s lesními porosty a rozptýlenou zelení, území s vysokou hodnotou krajinného rázu.                                               | 50°27′21″ s. š., 13°14′53″ v. d. |